# راندولف پیت
راندولف پیت (انگلیسی: Randolph M. Pate; ۱۱ فوریهٔ ۱۸۹۸ – ۳۱ ژوئیهٔ ۱۹۶۱) ژنرال سپاه تفنگداران دریایی ایالات متحده آمریکا بود، که در فاصله سال‌های ۱۹۵۶ تا ۱۹۵۹ به‌عنوان بیست و یکمین فرمانده سپاه تفنگداران دریایی فعالیت می‌کرد.
پیت فعالیت نظامی را از سال ۱۹۱۸ در نیروی زمینی ایالات متحده آمریکا آغاز کرد، از ۱۹۵۲ تا ۱۹۵۳ فرمانده نیروی ذخیره سپاه تفنگداران دریایی ایالات متحده آمریکا بود، از ۱۹۵۳ تا ۱۹۵۴ به‌عنوان فرمانده لشکر ۲ تفنگداران دریایی فعالیت می‌کرد و از ۱۹۵۴ تا ۱۹۵۶ فرماندهی لشکر ۱ تفنگداران دریایی را برعهده داشت.